# Giuseppe Boni (calciatore)
Giuseppe Boni (fl. XX secolo) è stato un calciatore italiano, di ruolo difensore, centrocampista e attaccante.

## Carriera
Calciatore dell'Andrea Doria dal 1906 al 1911, ottenne con il club biancoblu due terzi posti nelle stagioni 1907 e 1908.